# Гущинский, Василий Васильевич
Васи́лий Васи́льевич Гущи́нский (Васвас; 1893 — 27 февраля 1940) — куплетист, клоун-эксцентрик, исполнитель фельетонов. Сатирик.

## Биография
Ярославский крестьянин; попав в Петербург, он работал номерным в гостинице, маркером в бильярдной.
Ещё до революции, будучи завсегдатаем театра В.Лин, начал выступать в т. н. «рваном жанре»; начал работать в маске «босяка» и -чуть ли не единственный- сохранил её на эстраде вплоть до 1930-х гг.
Популярность пришла к нему в 1921 г. во время выступлений в саду Народного дома, посещавшегося демократической публикой. Зрителю была близка логика поступков простого рубахи-парня, перекочевавшего из старого мира и оказавшегося в новых обстоятельствах хитрее и умнее многих. Артист-эксцентрик смешил уже одним своим внешним видом: наклеенным нелепым носом, стоящими дыбом остатками волос, обрамлявшими большую лысину, лохмотьями, отдалённо напоминающими костюм, но с хризантемой в петлице. Так же он, широко использовал цирковые трюки – загорающиеся глаза, светящиеся уши, ярко пульсирующее сердце. Весь этот комплекс смешной атрибутики был схож с цирковой клоунадой, её специфика оказалась близкой актёрской индивидуальности. Начав с куплетов и фельетонов, он пришёл к созданию фельетона-аттракциона, который был прямым подобием цирковой клоунады. Его номера требовали не только точно разработанного костюма персонажа, но и сложного театрального реквизита: на эстраде появляются лодка, самолёт, трактор. Реквизит тоже эксцентричен: у трактора колёса – портреты в золочёных рамах, мотор – мясорубка, фары – керосинка, руль – круг колбасы и т.д. Артист блестяще обыгрывал все эти детали в своей эксцентричной манере, что придавало сатирическому номеру «Трактор» (о недоверии обывателя к разного рода техническим новшествам) весёлый характер. Почти все номера Гущинского воспринимались как импровизации, но артист долго работал над текстом, подыскивая наиболее точные интонации, оттачивая каждую фразу. Его постоянными авторами были Я. Ядов, А. Д'Актиль, М. Левитин, В. Соловьёв, В. Владимиров, В. Кавецкий, Н. Глейзаров. Большое место в его творчестве занимал куплет. В поисках новых средств выразительности прибегал к использованию кино, радио. К середине 1930-х гг. он вынужден расстаться с маской «босяка», противоречившей официальной эстетике времени. Стал выступать в обычном костюме, пытался читать фельетоны от своего лица, но прежнего успеха не имел. Новая маска так и не была найдена. Ему пришлось вернуться к исполнению куплетов.
Умер он в в 1940 году в Арктике, во время первого агитмассового полёта с группой артистов.

## Фильмография
| Год  |   | Название         | Роль                                                                         |
| ---- | - | ---------------- | ---------------------------------------------------------------------------- |
| 1937 | ф | Волочаевские дни | есаул (при восстановлении фильма в 1967 году, роль озвучил Вячеслав Шалевич) |

## Критика
- Райкин Аркадий Исаакович:

Он принадлежал к «рваному жанру»… Они и при царе были демократичны, работали главным образом на окраинах города. Их юмор был сочен, но им, как правило, не хватало чувства меры, взыскательности.
…
Одного из «рватых», Василия Васильевича Гущинского, мне случалось видеть в работе. На эстраде Василий Васильевич называл себя Вас. Вас., и все, даже незнакомые, так его звали и в жизни. Вас. Вас. – маска босяка, люмпена. Он выходил на эстраду в костюме, изодранном в клочья, так что можно было подумать, что на него напала свора собак (вот почему «рваный жанр»), и говорил, обращаясь к публике:
– Чем вам мой пиджак не нравится? Много вы понимаете! Этот материал стоит двадцать рублей… километр.
Потом, вроде как обидевшись, замолкал. И всем своим видом демонстрировал независимость и презрение к тем, кому кажется, будто он не совсем комильфо. Потом вдруг распахивал полы пиджака, так, чтобы всем была видна подкладка. А там – господи! – у него, как на витрине, на веревочках висели колбасы, окорока, сосиски, из одного внутреннего кармана торчали бутылки водки, из другого куры… словом, не пиджак, а Елисеевский магазин. Выждав, пока ошеломленная публика все это как следует разглядит, Вас. Вас., заговорщически подмигнув, говорил:
– Я молчу, потому что у меня все есть. А вы чего молчите?
Интересно, что этот номер, практически без купюр, но в другом реквизитном оформлении, исполнял впоследствии и сам Аркадий Исаакович.
- Л. Пантелеев, автор рассказов о беспризорниках и книги «Республика Шкид» (написанной совместно с Г. Белых):

«Василий Васильевич Гущинский, или просто Васвас Гущинский! Кумир петербургской, петроградской, а потом ленинградской публики. Демократической публики, плебса. Ни в „Луна-парк“, ни в „Кривое зеркало“ его не пускали. Народный дом, рабочие клубы, дивертисмент в кинематографах. Здесь его красный нос, его костюм оборванца, его солёные остроты вызывали радостный хохот.
В. В. Гущинский — это мое шкидское детство, послешкидская юность».
- Писатель Александр Бартэн вспоминал: «Во втором отделении выступал всего один артист, но зато какой. Стоило конферансье возвестить: „Сатирик-куплетист Василий Гущинский“, как разразилась овация. Гущинский выступал в облике босяка-бродяги: сверкающая лысина среди рыжих лохм, рот до ушей, уши багрово-алые, а нос картофелиной, в которой вдруг загоралась электрическая лампочка. Куплеты исполнял он самые доходчивые: о недостатках еще не устоявшегося быта, о нэпманском жулье. Зрителя своего Гущинский знал превосходно, и тот отвечал преданной любовью. Не только преданной, но и ревнивой: Петроградская сторона строго следила, чтобы артист не выступал в других районах города».